# Margarodes floridanus
Margarodes floridanus är en insektsart som först beskrevs av Jakubski 1965.  Margarodes floridanus ingår i släktet Margarodes och familjen pärlsköldlöss. Inga underarter finns listade i Catalogue of Life.